# The Ascension (Sufjan Stevens)
The Ascension è l'ottavo album in studio del musicista statunitense Sufjan Stevens, pubblicato nel 2020.

## Tracce
Testi e musiche di Sufjan Stevens.
1. Make Me an Offer I Cannot Refuse – 5:18
2. Run Away with Me – 4:07
3. Video Game – 4:15
4. Lamentations – 3:42
5. Tell Me You Love Me – 4:21
6. Die Happy – 5:46
7. Ativan – 6:32
8. Ursa Major – 3:42
9. Landslide – 5:04
10. Gilgamesh – 3:50
11. Death Star – 4:04
12. Goodbye to All That – 3:48
13. Sugar – 7:36
14. The Ascension – 5:56
15. America – 12:29